# Gave d'Ardiòs
La gave d'Ardiòs (Ardiòs, Ordiòs en occità, Lourdios en francès) és un riu pirinenc situat al departament francès dels Pirineus Atlàntics, a la regió de Nova Aquitània.
La gave d'Ardiòs té una longitud de 20.8 km. Neix a la comuna d'Òussa i vessa les seves aigües a la gave d'Aspa a Asasp e Arròs. Aquesta gave s'anomena Issaux abans d'arribar a Ardiòs.
El terme «gave» designa un curs d'aigua a la zona dels Pirineus occidentals. Es tracta d'un mot d'origen precelta molt utilitzat en aquesta zona, fins al punt que molts cursos fluvials han perdut d'un segle ençà el seu nom originari per esdevenir la gave de...
L'hidrònim Ardiòs/Lourdios apareix a les fonts sota les formes l'aygue aperade Lurdios (1538, reformació del Bearn), l'Ordios (1702, cens d'Issor) i l'Ourdios (1863, Dictionnaire topographique Béarn-Pays basque).

## Afluents
- rierol l'Aidi.
- arriu de la Sèca.
- arriu d'Ishèra.
- rierol Arric.
- arrec de Laünda.
- arrec Bigurna.
- rierol de Molia.

## Comunes que travessa
- Areta
- Asasp e Arròs
- Issòr
- Ardiòs e Ishèra
- Òussa